# Noodzakelijke en voldoende voorwaarde
Noodzakelijke en voldoende voorwaarden zijn implicatieve verbanden tussen beweringen. Ze worden gebruikt bij als A, dan B-gevolgtrekkingen. A kan de voorwaarde of oorzaak zijn en B het gevolg of effect, maar meer algemeen zijn het beide proposities waarbij het waar zijn van de ene iets zegt over het waar zijn van de andere.

## Noodzakelijke voorwaarde
Een noodzakelijke voorwaarde is een voorwaarde die noodzakelijk is voor het relevante gevolg. Dus als aan een noodzakelijke voorwaarde niet voldaan is treedt het relevante gevolg niet op. Daarmee wordt niet gesteld dat deze voorwaarde voldoende is om tot het relevante gevolg te leiden: wellicht zijn nog andere voorwaarden nodig. In dat geval is er sprake van onderdeterminering.
Voorbeeld:
- Alleen als de student hard studeert, kan deze het tentamen halen.

Volgens deze stelling is het voor het halen van het tentamen noodzakelijk dat de student hard studeert; de student kan het tentamen niet halen, als deze niet hard studeert. Maar er zijn wellicht nog andere noodzakelijke voorwaarden, zoals concentratie tijdens het tentamen. Hier is te zien dat de combinatie van woorden alleen als... , kan ... een aanwijzing is, dat het een noodzakelijke voorwaarde betreft.
In de logica staat dit gelijk aan: als niet p, dan niet q, en ook aan: als q, dan p.
Zie ook: Conditio sine qua non

## Voldoende voorwaarde
Een voldoende voorwaarde is een voorwaarde, die zonder andere voorwaarden op zich al leidt tot het relevante gevolg. Er zijn geen andere voorwaarden die aanvullend noodzakelijk zijn voor dit gevolg. Het is wel mogelijk dat er nog andere voorwaarden bestaan, die elk of tezamen al voldoende voorwaarde zijn. In dat geval is er sprake van overdeterminering.
Voorbeeld:
- Als het vloed wordt, stijgt het water aan de kust.

Hier is de vloed op zich voldoende om de stijging van het water te veroorzaken: het is onmogelijk dat het gevolg niet optreedt, wanneer de voorwaarde van kracht is. Dat wil niet zeggen dat er niet ook andere voldoende oorzaken kunnen zijn: wellicht is een zuidwesterstorm ook genoeg om op eigen kracht het water te doen stijgen.
In de logica staat dit gelijk aan als p, dan q wat een (materiële) implicatie genoemd wordt.

## Noodzakelijke en voldoende voorwaarde
Een noodzakelijke en voldoende voorwaarde bezit beide eigenschappen. Altijd als aan deze voorwaarde voldaan wordt treedt het effect op; er zijn geen andere voorwaarden relevant voor het gevolg. Het is onmogelijk dat het dan niet optreedt; ook is het onmogelijk dat een andere voorwaarde het gevolg veroorzaakt.
Voorbeeld waarbij dit bedoeld wordt, al staat het er niet expliciet:
- Als je een volwassen, toerekeningsvatbare Nederlander bent, mag je voor de Tweede Kamer stemmen bij verkiezingen.

In de logica staat dit gelijk aan als en alleen als p, dan q wat equivalentie genoemd wordt.

## Structuur
De bijzin als A is dan de conditionele bijzin, ook wel protasis, antecedent of premisse. De hoofdzin dan B is het gevolg, ook wel apodosis, consequent of conclusie.
Met het relevante gevolg wordt bedoeld het gevolg dat centraal staat in een discussie of argument(atie).

## Verwijzingen
- propositielogica
- modus ponens
- modus tollens
- dan en slechts dan als